# Parachaitophorus spiraeae
Parachaitophorus spiraeae är en insektsart som först beskrevs av Takahashi, R. 1924.  Parachaitophorus spiraeae ingår i släktet Parachaitophorus och familjen långrörsbladlöss. Inga underarter finns listade i Catalogue of Life.